# Brothel creeper

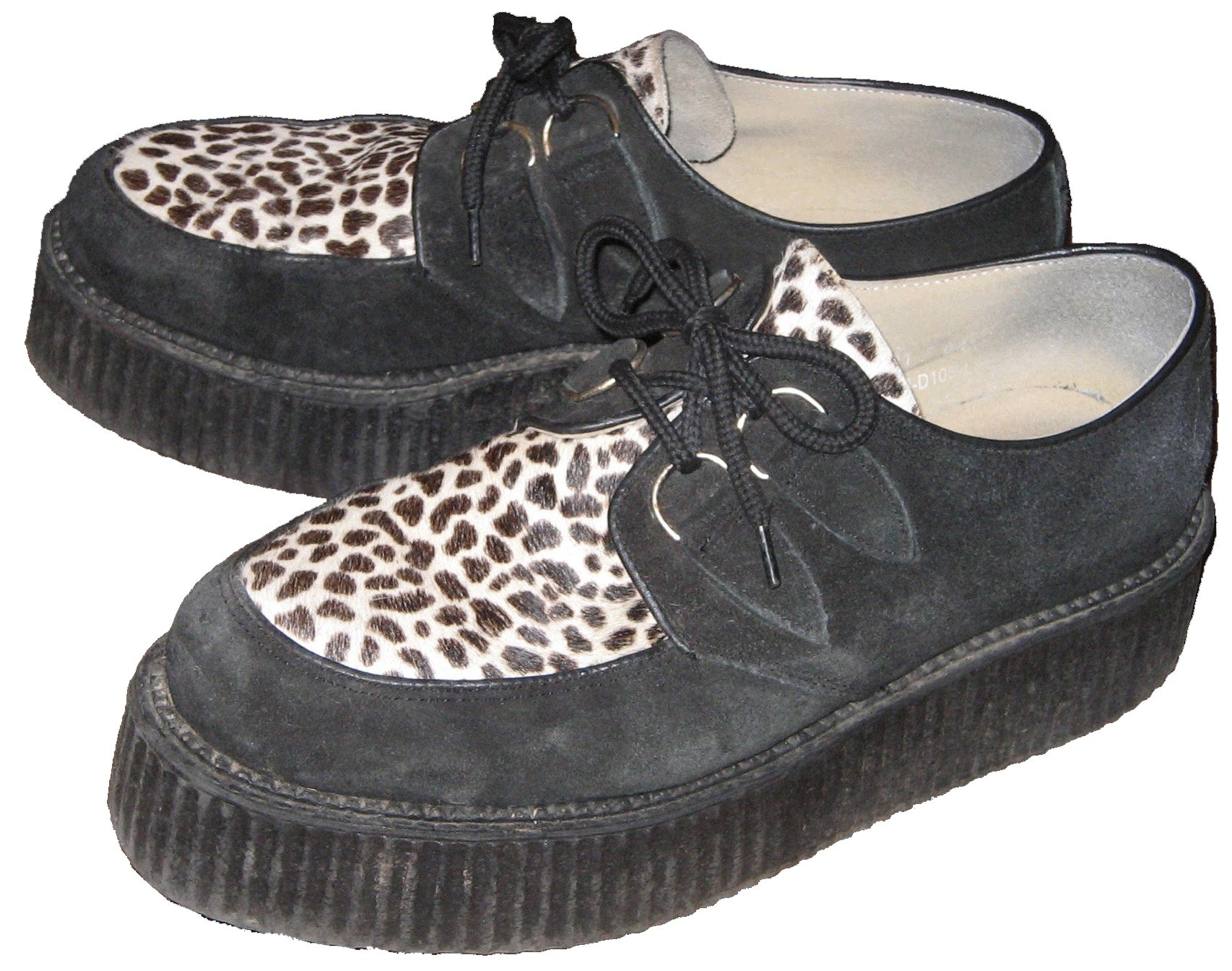
Creepers

Le brothel creeper sono una delle icone della moda degli anni cinquanta. Queste scarpe possono avere la suola di gomma molto alta (ma ne esistono varianti più basse o con la suola a carrarmato) e un particolare tipo di allacciatura (fibbia o lacci a quattro anelli). Ne esistono diverse varianti sia di colore, compreso il leopardato, di materiali (cuoio lucido o scamosciato), sia di forma: alla classica punta allungata col tempo si è preferita la punta arrotondata.

## Storia della calzatura
Questo tipo di scarpa è stato sviluppato in Inghilterra nel 1949 da George Cox e commercializzato con il nome "Hamilton", come il secondo nome di George Cox Jr.. Alla fine degli anni cinquanta, queste scarpe sono state riprese dalla cultura giovanile dei Teddy Boy insieme con i pantaloni a tubo, alle giacche drappeggiate, alle cravatte bolo, ai tagli di capelli col ciuffo e il Pompadour o ai vestiti di velluto blu elettrico.
A tutt'oggi le creeper vengono indossate da appartenenti a varie culture giovanili come Punk, Goth, psychobilly e rockabilly e Teddy Boy, poiché sono prodotte ancora da George Cox e da altre varie ditte di calzature come: George Cox, PinSoup & Creeperscustom, Underground England,T.U.K.
Le famose "Blue Suede Shoes", cantate da Carl Perkins ed Elvis Presley tra i tanti, non sono altro che un paio di classiche brothel creeper blu scamosciato.